# Caudicicola
Caudicicola — рід грибів родини Steccherinaceae. Назва вперше опублікована 2017 року.

## Класифікація
До роду Caudicicola відносять 1 вид:
- Caudicicola gracilis